# 格哈德·冯·什未林
格哈德·赫爾穆特·德特莱夫·冯·什未林（德語：Gerhard Helmut Detleff Graf von Schwerin，1899年6月23日-1980年10月29日）是二战期间的德国装甲部队將領，曾獲得帶劍橡葉騎士鐵十字勳章。冯·什未林曾指揮第116裝甲師、大德意志裝甲師、第76裝甲軍，最高軍階裝甲兵上將。